# Controlo de embraiagem

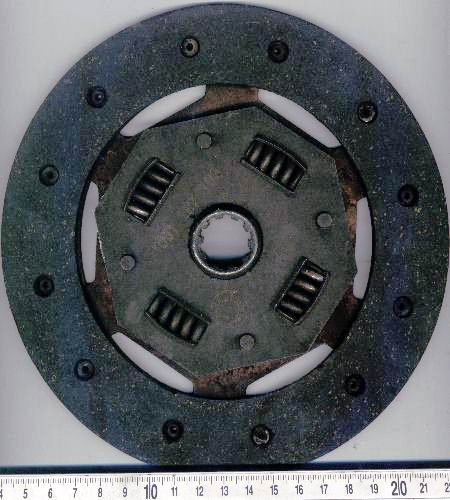
Disco de embraiagem. O centro estriado permite o acoplamento perfeito ao veio primário da caixa de velocidades.

O controlo de embraiagem (português europeu) ou controle de embreagem (português brasileiro) é o ato de frear ou acelerar o carro se utilizando apenas da embraiagem.
No Brasil, é uma das ações ensinadas nos centros de formação de condutores para a avaliação do exame da Carteira Nacional de Habilitação.